# D3 (standard di videoregistrazione)

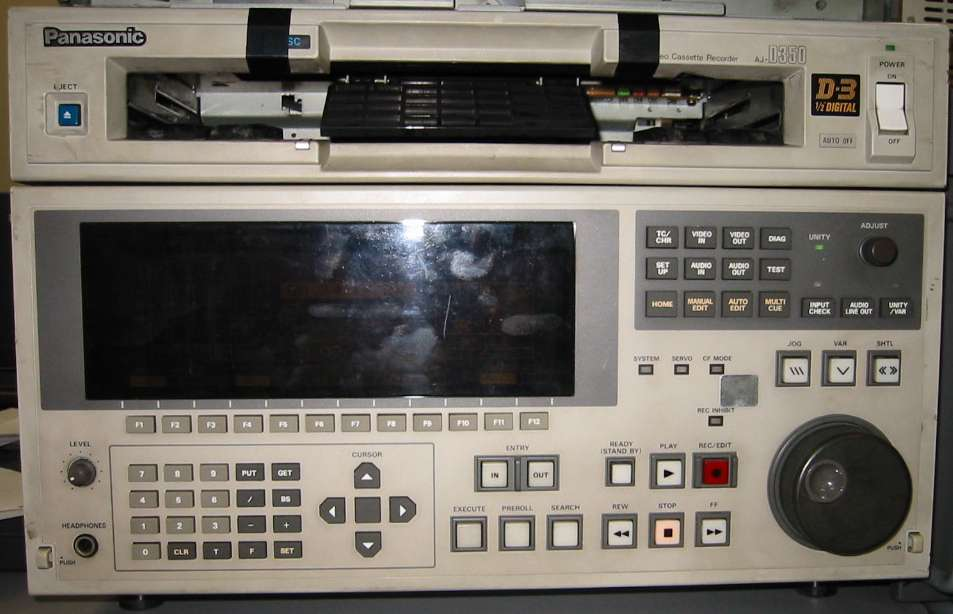
Videoregistratore Panasonic D3 AJ-D350

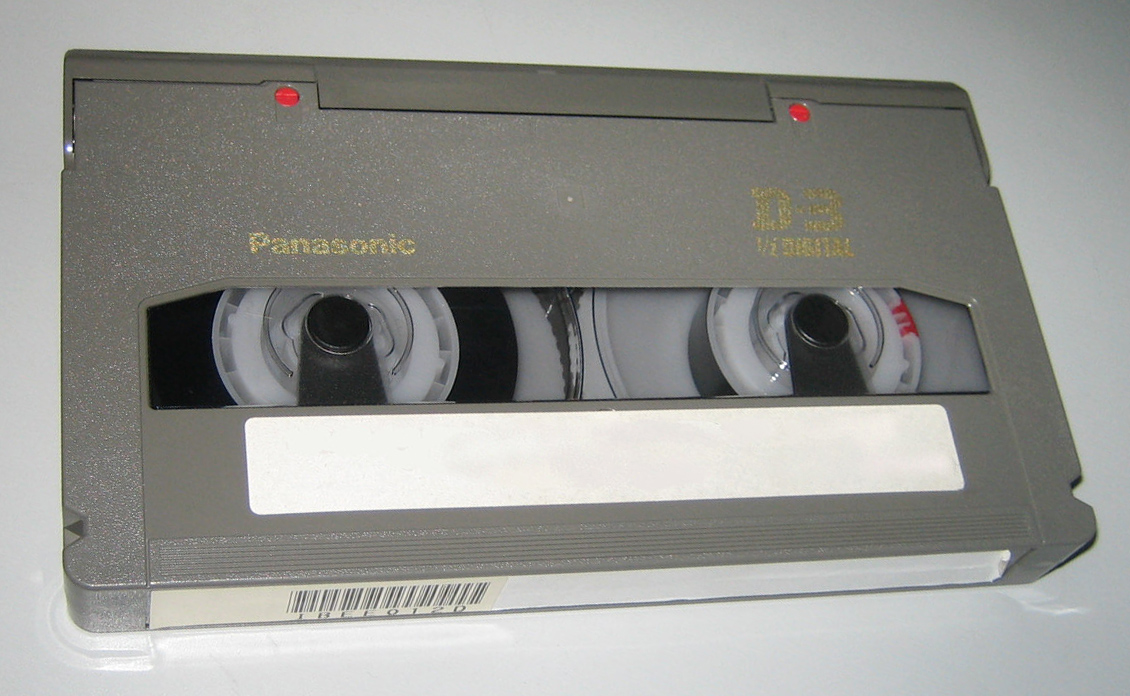
Videocassetta in formato D3

Il D3 è un formato di videoregistrazione digitale, commercializzato dalla Panasonic nel 1991 in concorrenza con il D2 della Ampex.

## Aspetti tecnici
Il formato usa un nastro da mezzo pollice fatto scorrere alla velocità di 83.88 mm/s, quindi più piccolo e dallo scorrimento più lento del D2 (19 mm/131.7 mm/s). Come il D2, è un formato di video digitale composito, e usa la stessa campionatura, a quattro volte la frequenza della sottoportante colore e quantizzato a 8 bit.
Il D3  prevede quattro canali di audio digitale PCM a 48 kHz e 16/20 bit, registrati fisicamente, insieme ad altri dati ausiliari, insieme al video, durante l'intervallo di ritorno verticale.
Questo formato ha una qualità elevata: il bitrate è di 143 Mbit/s e la codifica avviene senza perdita di informazioni. Il D3 è l'unico formato di videoregistrazione lossless disponibile sui camcorder.

## Evoluzione del formato
Il formato D5, introdotto del 1993 e commercializzato anche in versione HD, usa lo stesso formato fisico del D3, con il nastro fatto scorrere all'incirca al doppio della velocità.
A sua volta, lo schema di trasporto del D3 deriva dal formato MII, della stessa Panasonic.
Le videocassette D3 e D5 esistono in tre dimensioni fisiche, in maniera simile al DVCPro, e con durate rispettivamente di 50, 126 e 248 minuti.